# Perigramma innubis
Perigramma innubis là một loài bướm đêm trong họ Geometridae.